# Decen
Decen er en alken med formlen C10H20. Decen har ti kulstofatomer i hovedkæden og indeholder en dobbeltbinding. Det er derfor den automatisk har 20 brintatomer.
| Kemi | Spire Denne artikel om kemi er en spire som bør udbygges. Du er velkommen til at hjælpe Wikipedia ved at udvide den. |